# Ahti Karjalainen

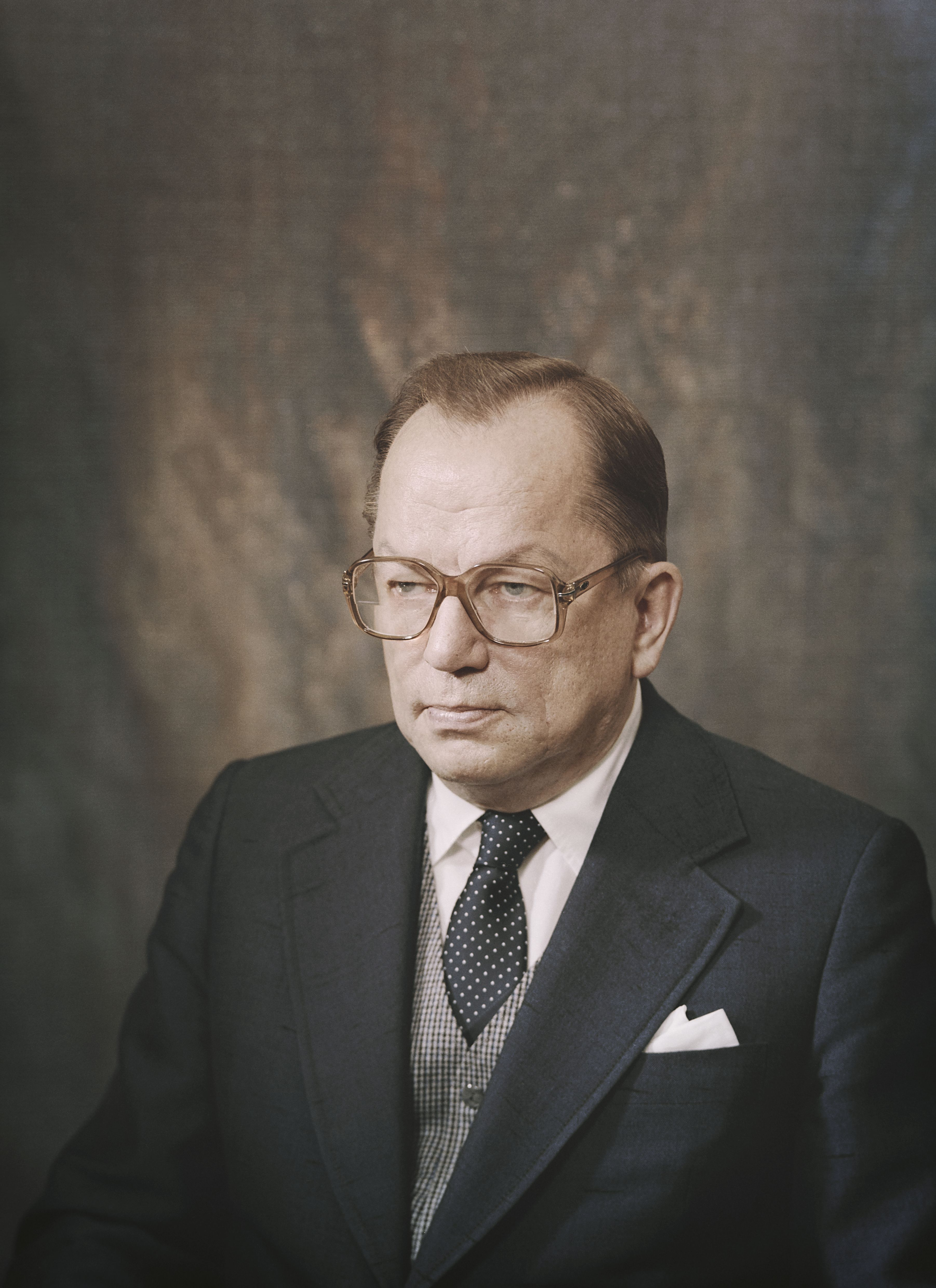
Ahti Karjalainen

Ahti Kalle Samuli Karjalainen (Hirvensalmi, 10 februari 1923 – Helsinki, 7 september 1990) was een Fins politicus.

## Levensloop
Karjalainen was de zoon van een landbouwer en hij studeerde rechten. Hij promoveerde in 1953 in het staatsrecht. Hij sloot zich aan bij de Finse Agrarische Partij, later de Centrumpartij van Finland geheten. In 1950 werd hij secretaris van Urho Kekkonen, de toenmalige premier. Hij bleef dit tot Kekkonens aftreden in 1953. Daarna maakte hij carrière binnen de Bank van Finland. Van 1953 tot 1957 was hij directeur onderzoekfaciliteit van de bank en in 1958 werd hij lid van de Raad van Beheer van de bank.
In 1956, toen Urho Kekkonen president werd, werd Karjalainen opnieuw zijn secretaris. Hij vervulde dit ambt tot aan Kekkonens aftreden in 1982. Hij was een van de architecten van het buitenlandse beleid van Finland. In 1957 werd hij minister van Financiën en van 1959 tot 1961 was hij minister van Handel. In die laatste functie sloot hij in 1960 een voor Finland voordelig handelsverdrag met de Sovjet-Unie.
In maart 1962 kreeg hij van president Kekkonen de opdracht om een brede regering te vormen (een "nationale regering" met onder andere de communisten), maar dit stuitte op de onwil van de Zweedse Volkspartij (SFP), de Nationale Coalitie Partij (KOK) en de Finse Volkspartij (LKP) die niet met de communistische Finse Volksdemocratische Liga (SKDL) wilden samenwerken. Uiteindelijk presenteerde Karjalainen op 13 april 1962 een centrumrechts kabinet bestaande uit de Finse Agrarische Partij, de KOK, de SFP, de LKP en twee afgevaardigden van de vakbonden. Deze regering viel op 17 december 1963.
In 1966 werd Karjalainen in het Finse parlement (Eduskunta) gekozen. Hij bleef lid tot 1979.
In juli 1970 werd Karjalainen voor de tweede keer premier. Hij stond aan het hoofd van een coalitie bestaande uit de Centrumpartij (KESK), de Sociaaldemocratische Partij (SDP), de SFP, SKDL en de LKP. In maart 1971 werden de drie SKDL ministers vervanger door sociaaldemocraten. Een conflict over de hoogte van de landbouwprijzen deed het kabinet uiteindelijk op 30 oktober van dat jaar vallen.
Midden jaren 70 begon Kekkonen Karjalainen als een rivaal te zien. Desondanks behield Karjalainen zijn macht. Van 1976 tot 1977 was hij vicepremier en minister van Economische Zaken.
In 1979 werd hij directeur van de Bank van Finland, van 1979 tot 1982 was hij voorzitter van de raad van beheer. In 1982 werd hij gouverneur van de bank (tot 1983).
In 1982 werd hij door Sovjet-Unie gewenst als opvolger van de afgetreden Kekkonen, maar de Centrumpartij schoof niet Karjalainen, maar Johannes Virolainen als presidentskandidaat naar voren.
In 1989 verschenen zijn memoires The President's Man. Het boek gaat over de verhoudingen tussen Finland en de Sovjet-Unie van na de Tweede Wereldoorlog.
De laatste jaren van Karjalainens politieke carrière zijn sterk beïnvloed door zijn alcoholgebruik.
Ahti Karjalainen overleed op 7 september 1990 aan de gevolgen van alvleesklierkanker.